# I-3 (Bulgarije)
De I-3 is een nationale weg van de eerste klasse in Bulgarije. De weg loopt van Botevgrad via Pleven naar Bjala (Roese). De I-3 is 200 kilometer lang.